# Ebhausen
Ebhausen è un comune tedesco di 4 842 abitanti, situato nel land del Baden-Württemberg.